# Natalio Perinetti
Natalio Perinetti (28 de diciembre de 1900 - 24 de mayo de 1985) fue un futbolista argentino. A los 13 años se inició en las inferiores de Talleres de Escalada y jugaba de delantero por derecha.
Jugó la mayoría de su carrera en Racing Club, ganando 5 campeonatos de Primera División: 1917 (a la edad de 17 años), 1918, 1919, 1921 y 1925. Es hermano menor de Juan Nelusco Perinetti, quién jugó en Racing como Natalio.

## Trayectoria

### Inicios
Comenzó a jugar en Talleres de Escalada, club donde también jugó su hermano mayor Juan Nelusco Perinetti, socio fundador del club rojiblanco. Nolo, como se lo conoció, pasó al Racing Club de Avellaneda que arrasó los campeonatos desde 1913.

### Racing Club
Natalio llegó a la Academia en 1915 siendo un niño de catorce años. Flaquito y muy chiquito. Allí se encontró con otro pibe con quién haría historia: Pedro Ochoa. Ambos se hicieron cargo del ala derecha del ataque en cada una de las categorías de inferiores donde jugaron. En aquellos días los equipos atacaban con cinco delanteros y cada wing tenía su ala. Perinetti y Ochoa comenzaron una sociedad que duró quince años. Si las camisetas hubieran tenido número en su tiempo, Perinetti tendría la 7 y Ochoa la 8. Natalio fue un wing de habilidad, desborde y una forma singular de tirar los centros: fue el primero de echarlos a la carrera, enterrando la pelota desde bien abajo. Como si fuera una pala.
En 1927 Real Madrid visitó Argentina y disputó un encuentro con la Academia. Natalio tuvo una actuación sensacional; Santiago Bernabéu admiró el fútbol del wing derecho de la Academia. No era para menos. Natalio Perinetti jugó un partido cinco estrellas. Hizo todas bien. Racing ganó 2 a 0 con un par de goles de Antonio Miguel, pero Natalio fue el destinatario de todos los aplausos.
En 1928 se realizaron los Juegos Olímpicos en Ámsterdam. Perinetti fue parte del equipo nacional que logró la Medalla de Plata. Santiago Bernabéu decidió contratar al petiso. Le ofreció el dinero que ni un eminente profesional podía ganar. Deseaba verlo vistiendo la camiseta merengue. En aquellos días, el delantero trabajaba en la Dreyfus, una empresa cerealera y algodonera. Cobraba 170 pesos mensuales. Por debajo de la mesa, Racing le pagaba 150. El Real Madrid le ofrecía más de 1000. Cortésmente, Natalio rechazó la oferta. Puso por delante su vida en Argentina”.
En 1934, Perinetti sostuvo un fuerte conflicto con la dirigencia del Racing Club. Luego de diecisiete temporadas quedó en libertad de acción.

### River Plate
Si en sus años de plenitud, Santiago Bernabéu no logró arrancarlo de la Academia, si lo hizo Antonio Vespucio Liberti, quién lo llevó a River Plate. Debutó el 8 de julio en el triunfo millonario 2 a 0 ante Gimnasia y Esgrima La Plata. Pero hubo un momento decisivo. El 12 de agosto debía jugar River ante Racing en la vieja cancha millonaria de Recoleta. Perinetti no quería jugar ante su club de toda la vida. Envió un telegrama a la sede riverplatense negándose a jugar el partido. Desde el club le devolvieron otro: “Usted es profesional y debe jugar“.
Natalio no pudo negarse. Salió a la cancha y enfrentó a su Racing. Llevaba puesta la camisa riverplatense, pero debajo de ella, junto a su piel, la camiseta celeste y blanca, el partido término 0 a 0. Ídolo, genio y figura. 
Cuando estaba jugando su partido Nro. 10 con la camiseta millonaria, en pleno partido se saca la casaca y deja relucir la albiceleste y se va de la cancha llorando porque decía que no podía jugar en otro lado que no sea Racing, y no volvió a jugar nunca más.

## Clubes
| Club        | País      | Año         | PJ  | Goles |
| ----------- | --------- | ----------- | --- | ----- |
| Racing Club | Argentina | 1917 - 1933 | 381 | 95    |
| River Plate | Argentina | 1934        | 10  | 3     |

## Selección nacional
Disputó 15 partidos en la Selección y fue convocado para la Copa América 1929, apareciendo en dos encuentros. Al año siguiente, fue convocado para la Copa Mundial de 1930, donde fue subcampeón disputando sólo un partido ante Francia.
Su última aparición en la Selección nacional fue en dicha Copa Mundial, ya que fue reemplazado por Carlos Peucelle.

### Participaciones en Copas del Mundo
| Mundial               | Sede      | Resultado  | Partidos | Goles |
| --------------------- | --------- | ---------- | -------- | ----- |
| Juegos Olímpicos 1928 | Ámsterdam | Subcampeón | 0        | 0     |
| Copa Mundial 1930     | Uruguay   | Subcampeón | 1        | 0     |

### Participaciones en Copas América
| Copa              | Sede      | Resultado | Partidos | Goles |
| ----------------- | --------- | --------- | -------- | ----- |
| Copa América 1929 | Argentina | Campeón   | 2        | 0     |

## Palmarés

### Nacionales
| Título              | Club        | País                 | Año       |      |
| ------------------- | ----------- | -------------------- | --------- | ---- |
| Primera División    | Racing Club | Argentina            | 1917      |      |
| Copa de Honor       | Racing Club | Bandera de Argentina | 1917      |      |
| Copa Ibarguren      | Racing Club | Bandera de Argentina | 2014      |      |
| Primera División    | Racing Club | Argentina            | Argentina | 1918 |
| Copa Ibarguren      | Racing Club | Argentina            | 1918      |      |
| Primera División    | Racing Club | Argentina            | 1919      |      |
| Primera División    | Racing Club | Argentina            | 1921      |      |
| Primera División    | Racing Club | Argentina            | 1925      |      |
| Copa Beccar Varela  | Racing Club | Argentina            | 1932      |      |
| Copa de Competencia | Racing Club | Argentina            | 1933      |      |

### Internacionales
| Título       | Club                | Sede              | Año  |
| ------------ | ------------------- | ----------------- | ---- |
| Copa Aldao   | Racing Club         | Uruguay-Argentina | 1917 |
| Copa Aldao   | Racing Club         | Argentina         | 1918 |
| Copa América | Selección Argentina | Argentina         | 1929 |

## Aparición fantasmagórica
Una imagen espectral fue vista corriendo por el lateral del campo de juego durante el partido entre Racing y River disputado el 23 de noviembre de 2014 en el Cilindro y fue también captada por las cámaras de televisión . Muchos dijeron reconocer en apariencia y movimientos a Natalio Perinetti. Los hinchas viralizaron el video en las redes sociales, afirmando que el gol en contra de Funes Mori llegó gracias a su ayuda sobrenatural. El resultado sería victoria para Racing 1-0. 